# AJR (banda)
AJR es un trío estadounidense de pop indie compuesto por los hermanos multiinstrumentistas Adam, Jack y Ryan Met. Entre sus canciones más exitosas se encuentran «Yes I'm a Mess», «Sober Up», «Burn the House Down», «Way Less Sad», «100 Bad Days», «Weak» «Steve Going to London» y «World's Smallest Violin». En 2019, su tercer álbum Neotheater debutó en el número 8 del Billboard 200, y alcanzó el número uno en la lista de Top Rock Albums. «Bang!» es su canción más alta y la única que ha llegado al top 10, alcanzando el número 8 en el Billboard Hot 100 el 22 de enero de 2021.
El nombre «AJR» proviene de las primeras iniciales de los tres hermanos, Adam, Jack y Ryan. La banda escribe, produce y mezcla su música en el salón de su apartamento en la ciudad de Nueva York. Su estilo musical ha sido descrito como "ecléctico", combinando elementos de pop, doo-wop, electrónica y dubstep.

## Historia

### 2005-2013: Formación y álbum de debut
Los hermanos Met (nacidos Metzger) empezaron a escribir, producir y mezclar su propio material en el salón de su apartamento de Chelsea, en Manhattan, Nueva York, centrándose en la música indie pop DIY. Comenzaron a actuar alrededor de 2006, tocando en Central Park y Washington Square Park. Al principio, Jack tocaba la armónica, Ryan el piano y Adam el bajo. Más tarde empezaron a tocar varios instrumentos. Empezaron tocando versiones, y también sacaron un EP ya retirado en 2010.
En noviembre de 2012, Ryan Met, de AJR, tuiteó un enlace a un vídeo de su canción «I'm Ready» a unas 80 celebridades, entre ellas la cantante australiana Sia Furler. Furler le habló a su mánager de la canción y este se puso en contacto con Steve Greenberg, expresidente de Columbia Records y actual CEO y fundador de S-Curve Records. Él actúa como su cogestor. El sencillo de debut de AJR, «I'm Ready», que cuenta con una muestra de Bob Esponja cantando repetidamente su eslogan «I'm ready» del episodio de estreno de la serie animada homónima, se lanzó comercialmente el 22 de agosto de 2013. La canción se colocó en rotación regular en las emisoras Top 20 on 20 y Hits 1 de Sirius XM Radio, e interpretaron la canción en Good Day New York y Big Morning Buzz de VH1. El vídeo musical oficial de «I'm Ready» se estrenó en VEVO el 15 de octubre de 2013.
AJR lanzó su EP de debut, 6foot1 (más tarde rebautizado como I'm Ready después de que la banda firmara con Warner Music Group), el 20 de diciembre de 2013. Fueron nombrados "Artista en ascenso" de Clear Channel para el mes de octubre de 2013. En 2014, la banda ya fue nombrada Artista del Mes de IHeartRadio para los 40 Principales en enero, y un «One to Watch» de Myspace en febrero, mientras que «I'm Ready» impactó oficialmente en la radio pop en abril. En julio de 2021, «I'm Ready» contaba con más de 36 millones de visitas en YouTube. Se venden muchos miles de sencillos cada semana, aparece en Billboard y en el New York Post, mientras sube a la lista de los 40 principales. «I'm Ready» alcanzó el número uno en la lista de Next Big Sound en mayo de 2014. La banda interpretó la canción en Today el 29 de julio de 2014. "I'm Ready" ha sido certificado como Disco de Platino, en Canadá y Disco de Platino en Australia.

### 2014-2015:InfinityyLiving Room
El segundo EP de la banda, Infinity, fue lanzado el 23 de septiembre de 2014. Contiene 5 temas, incluyendo el sencillo principal «Infinity». Lanzaron un lyric video para el sencillo. La mayor parte del trabajo para el vídeo fue realizado por AJR, incluyendo la dirección y la producción. El EP fue lanzado en lugar de su álbum de debut, Living Room, que fue retrasado a una fecha de lanzamiento del 3 de marzo de 2015. La banda expresó que el retraso de su álbum de debut se debió a que querían añadir algo de su música más reciente al proyecto.[cita requerida] Alrededor de este tiempo, los hermanos comenzaron a tomar apariencias distintivas. Adam se dejó crecer una barba completa (más tarde se dejaría crecer el pelo), Jack también se dejó crecer la barba y llevaría una gorra de bombardero (que admite que es de su madre), y Ryan llevaba gafas, estaba bien afeitado y tenía un peinado de cowlick. El 23 de octubre de 2015 lanzaron un bonus track del álbum llamado Let The Games Begin.

### 2016-2018:The Click
Los lanzaron su tercer EP, titulado What Everyone's Thinking, el 16 de septiembre de 2016, que incluye el sencillo principal «Weak». El sencillo principal fue escrito por la banda en un día, en unas pocas horas, sin ninguna idea del futuro éxito que tendría el sencillo. «Weak» ha sido certificado como Platinum en Estados Unidos, Canadá, Noruega, Países Bajos y Bélgica, y de oro en Alemania, Italia, Suecia y Australia. Tiene más de 500 millones de streams en Spotify.
La banda lanzó su segundo álbum de estudio, The Click, el 9 de junio de 2017, con los sencillos «Weak», «Drama» y «Sober Up», que cuenta con la participación del líder Rivers Cuomo de Weezer, quien coescribió el tema. Esta canción alcanzó el número uno en la lista de sencillos alternativos de Mediabase en 2018. La gira de 2018 de la banda en apoyo del álbum, The Click Tour, contó con Hundred Handed, Grizfolk, Ocean Park Standoff y MAX como teloneros.
En 2017, AJR lanzó «It's On Us», un sencillo escrito en colaboración con la campaña It's On Us, que fue lanzada por Barack Obama en 2014 para combatir las agresiones sexuales en los campus universitarios de Estados Unidos.
El 21 de septiembre de 2018 se publicó una versión ampliada de The Click. The Click (Deluxe Edition) incluía temas nuevos como «Role Models», «Normal» y «Burn the House Down», este último que la banda lanzó en marzo de 2018 como sencillo y alcanzó el número dos en la lista de Mediabase Alternative Singles. También se incluyó «Pretender - Acoustic», una versión acústica de «Pretender», que fue una colaboración entre AJR, el artista de EDM Steve Aoki y el rapero estadounidense Lil Yachty.

### 2019:Neotheater
El 30 de enero de 2019, AJR lanzó «100 Bad Days», el primer sencillo de su entonces no anunciado álbum: Neotheater. El 8 de marzo se estrenó un vídeo musical. La canción fue incluida en la lista de reproducción de Apple Music de Taylor Swift, «Playlist by ME!» en mayo de 2019. La letra, «tal vez cien días malos hicieron cien buenas historias, cien buenas historias me hacen interesante en las fiestas» (del inglés, «maybe a hundred bad days made a hundred good stories, a hundred good stories make me interesting at parties»), se utiliza en la descripción de Taylor de esta lista de reproducción de canciones que ama y aprecia. El 5 de marzo, la banda se burló del segundo sencillo, «Birthday Party». El 11 de marzo, la banda anunció su tercer álbum de estudio, Neotheater, que saldría a la venta el 26 de abril. «100 Bad Days», fue interpretada en Jimmy Kimmel Live! el 11 de marzo. El 11 de marzo, se lanzó el sencillo promocional, «Birthday Party». El segundo sencillo, «Dear Winter», se anunció el 1 de abril y se lanzó el 5 de abril, con un vídeo musical que se publicó ese mismo día. El álbum debutó el 26 de abril en el número uno del Top Alternative Albums de Billboard, en el número uno del Top Rock Albums de Billboard y en el número ocho del Top 200 Albums de Billboard. El 25 de octubre, el grupo lanzó «Dear Winter 2.0», reimaginando la canción «cambiando la producción y aumentando la emoción».

### 2020-2022:OK Orchestra
El 13 de febrero de 2020, se lanzó el sencillo «Bang!», con un vídeo musical al día siguiente. En el momento de su lanzamiento, el sencillo iba a formar parte de la versión de lujo de su álbum Neotheater, pero se descartó y se convirtió en el sencillo principal de OK Orchestra. El 31 de agosto de 2020 se lanzó un sencillo de seguimiento, titulado «Bummerland». El 22 de diciembre de 2020, AJR lanzó «My Play». A continuación, AJR tomó su cuenta de Twitter y otras cuentas de medios sociales para anunciar OK Orchestra, el 20 de diciembre de 2020. El 17 de febrero de 2021, la banda lanzó «Way Less Sad» con un video musical el mismo día, el 26 de marzo de 2021, fue lanzado "World's Smallest Violin" como el quinto y último sencillo del cuarto álbum de estudio de la banda, y como video musical. En 2022 se convirtió en una canción viral en la plataforma de redes sociales TikTok, y muchos usaron el verso final y la línea "Voy a explotar en pedazos" como fragmento de sonido en el sitio como ediciones de fanáticos o retrocediendo a videos virales. Tuvo un aumento de sus vistas después de que la canción se volviera viral; actualmente es el video más visto en el canal de YouTube de AJR, con más de 100 millones de visitas al 31 de marzo de 2023. OK Orchestra se publicó entonces el 26 de marzo de 2021. El álbum tiene 13 temas, incluyendo un tema con Blue Man Group. El 21 de marzo de 2021, AJR lanzó OKO World, un juego interactivo en el sitio web de AJR. El 23 de marzo sale a la venta el nuevo merchandising del álbum. Su éxito con la canción «Bang!» les llevó a ganar un premio Billboard Music Award por «Top Rock Song» en 2021. El 30 de agosto, lanzaron un remix de «Record Player» con Daisy The Great en el que añadieron sus propios versos y producción. El 12 de mayo de 2021, publicarian el remix de la canción de Weezer «All my Favorite Songs» donde la melodía y algunos versos fueron modificados.

### 2023-Actualmente:The Maybe Man
Durante el OK Orchestra Tour, mostraron el sencillo «I Won't» durante los shows, que sería posteriormente lanzado el 29 de julio de 2022 con el video musical al día siguiente de la salida. El 11 de noviembre anunciarian en sus redes sociales la imagen con "TMM" junto con el texto "TOMORROW" anunciando su nuevo álbum y al día siguiente anunciarian el comienzo de su nueva era junto con un video afirmando "A NEW ERA HAS BEGUN,TMM". 6 días después el 18 de noviembre de 2022, lanzarian su siguiente sencillo «The DJ is Crying for help» junto con el video musical. El 20 de abril del 2023, saldría a la luz el sencillo «The Dumb Song», y al día siguiente lanzarían el Video Oficial de dicha canción, el cual nos muestra el recorrido de 1 año y medio que realizó la banda para terminar el sencillo. El 1 de julio, la banda anunció que su padre, Gary Met, estaba pasando por varios problemas de salud y por dicha razón cancelarían todos los conciertos de la fecha. El 3 de julio revelarían que por todo lo que estaba sucediendo ellos habían escrito una canción de nombre «God Is Really Real», sencillo el cual describe la situación con su padre. Este mismo día los hermanos Met revelarían que Gary había fallecido. Los hermanos continuarían subiendo información y vistazos sobre su nuevo álbum TMM, y publicando adelantos de canciones como «Yes. I'm A Mess» y «Touchy-Feely Fool», siendo el 28 de agosto el día donde harían la presentación oficial del álbum, revelando después de tiempo su nombre oficial: "The Maybe Man", y su fecha de estreno, el 3 de noviembre. Finalmente, el 11 de septiembre decidieron mostrar el Tracklist del álbum a través de sus redes sociales.
En noviembre de 2024, anunciaron por sus redes sociales que se después de terminar la primera parte del Tour se encontraban trabajando en su show de broadway (Harold y el crayón morado).
A mediados de 2025 anunciaron su siguiente EP llamado "What No One's Thinking" el cual tiene similitud con uno de sus antiguos EP titulado "What Everyone's Thinking". El primer single "Betty" fue promociado en sus redes y lanzado el 9 de Julio, ese mismo dia también anunciaron la fecha de salida del EP la cual seria el 29 de Agosto.

## Discografía
Álbumes de Estudio
- Living Room (2015)
- The Click (2017)
- Neotheater (2019)
- OK Orchestra (2021)
- The Maybe Man (2023)

EPs
- 6foot1 (2013)
- Infinity (2014)
- ''What Everyone's Thinking'' (2016)
- ''What No One's Thinking'' (2025)

Otros lanzamientos
- Born and Bread (2010)
- Venture (2010)
- AJR - EP (2012)
- The Click (Deluxe Edition) (2018)
- The Maybe Man (Deluxe Edition) (TBA)

## Miembros
Cronología

## Tours y conciertos
- The Infinity Tour (2014)[19]
- Living Room Tour (2015)
- What Everyone's Thinking Tour (2017)
- What Everyone's Thinking Tour Part 2 (2017)
- The Click Tour (2018)
- The Click Tour Part 2 (2018)
- Neotheater World Tour (2019)
- Everything Everywhere Tour (2020) (cancelado)
- A Night in Your Car with AJR (2020)
- One Spectacular Night (2020)[20]
- OK Orchestra Tour (2021-2022)
- The Maybe Man Tour (2024)
- Somewhere In The Sky Tour (2025 - en curso)

AJR ha sido telonero de Fifth Harmony, Lindsey Stirling, Hoodie Allen, Train, Fitz and the Tantrums, Andy Grammer, We the Kings, Demi Lovato, Ingrid Michaelson, Sammy Adams, American Authors, y Melanie Martínez.
Su gira Neotheater World Tour llevó al grupo a Bélgica, Alemania, Reino Unido, Francia, Países Bajos, Irlanda y Polonia en noviembre de 2019. El 13 de noviembre de 2019, el grupo anunció el Neotheater World Tour Part 2. Las fechas se dieron a conocer el 15 de noviembre. Este último junto a otro tour mas fueron cancelados debido a la pandemia. 
En 2021, posterior al lanzamiento de su álbum OK Orchestra, anunciarian el Ok Orchestra Tour para 2022 que luego empezarian en fechas previas en 2021. El tour llegó a Alemania, Reino Unido, Francia, Australia, Hawaai, Bélgica, Polonia, Países Bajos entre otros.
En 2024, AJR anunció su primera gira por estadios llamada "The Maybe Man Tour". A partir de abril de 2024, la gira recorrerá Estados Unidos y Seúl, Corea del Sur.